# 酒井忠重
酒井 忠重（さかい ただしげ）は、江戸時代前期の旗本。同国庄内藩主酒井氏の傍系にあたり、出羽国村山郡白岩領主を務めた。

## 略歴

### 白岩領主
徳川家康の重臣で下総臼井藩主だった酒井家次の三男として生まれる。『寛永諸家系図伝』は忠重4歳の時に亡祖父・酒井忠次の養子になったとしている。大坂の陣が終結した直後の元和元年（1615年）前将軍徳川家康と将軍徳川秀忠に初めて謁見し、小姓として出仕。元和3年（1617年）従五位下長門守に叙される。
元和8年（1622年）出羽山形藩主の最上氏が改易となった。父の遺跡を継承していた兄の酒井忠勝が加増転封を受けて出羽庄内藩主となるが、同時に忠重にも同国村山郡内に4,000石を与えられる。石高は寛永2年（1625年）には4,000石を加増され、併せて8,000石を領した。この白岩領は村山郡のうち3,000石余を擁する白岩村を中心とする留場・田代・幸生・宮内（以上、現寒河江市域）・熊野・石田・柳沢・海味・間沢・綱取・岩根沢・水沢・本道寺・砂子関・月山沢・大井沢（以上、現西川町域）の17ヶ村で、寒河江川左岸の山間部に位置する。

### 白岩一揆
寛永10年（1633年）1月、白岩領民は巡見使の分部光信に対し、忠重の白岩領統治に対する非法を訴えた。そしてこれが容れられないと、同年10月には二十三ヶ条の訴状「白岩目安」を江戸町奉行所に越訴したのである。それによれば忠重は、
- 領民に種籾を高利で貸し付けた
- 領民に米や酒を高値で強引に売りつけた
- 領民から綿花・麻・漆といった生産物を不当に廉価で買い取った
- 荒地などの未管理地や武家屋敷や寺地など、領民に無関係な土地にまで年貢を賦課した
- 頻繁に徴用を行い、あるいはその代銭を徴収した
- 百姓の女房を強制的に陣屋へと召し上げた
- 上記の暴政の結果、餓死者や身売りした者が続出し、村が立ち行かなくなった

のだという。一説には同時に領内では百姓一揆が蜂起し、陣屋を焼き払って国家老を討ち取ったともいうが定かではない。寛永12年（1635年）忠重は兄の鶴ヶ岡城下の屋敷に移って沙汰を待ったが、寛永15年（1638年）幕府は白岩領8,000石を収公し、忠重に改めて8,000俵の蔵米知行を与えた。天領となった白岩領には代官が設置されたが、忠重の俸禄は引き続き白岩領の年貢米が用いられたものと思われる。
これに先立ち忠重は、弟で5,000石の旗本だった酒井了次との折り合いが悪く、兄の忠勝に讒言して了次を高野山に追放させている。

### 「長門守一件」
白岩領を離れた忠重だったが、引き続き庄内藩内に居住した。兄で庄内藩主の酒井忠勝は忠重を厚遇し、幕府から支給される知行米とは別に合力米を与え、藩政についてもしばしば相談にあたって重用した。
忠重は藩士たちに金子の高利貸付を行っていたが、その返済に困って窮乏するようになった藩士らの一部が藩主忠勝に愁訴した。しかし交渉は決裂し、反駁を遺憾とした忠勝はこれらの藩士を僻地へと左遷してしまった。このため正保2年（1645年）藩家老高力一方・石原重則・石原一慶・組頭高力喜左衛門は連名で幕府老中・松平信綱へ忠重の専横を相談した。信綱は藩世子の酒井忠当の岳父にあたったためである。先述の弾圧の背後には忠重の策動があり、重臣らは藩主忠勝との接触も絶たれていたのだという。また忠重は忠勝と世子忠当の関係が微妙なものである事を利用し、自身の子である忠広を次期藩主に擁立しようとしていたともいわれる。石原一慶らと通じていた忠重はこれら反忠重の動きを察知し、翌年には高力一方を追放し喜左衛門らその一族にも弾圧を加えた。
正保4年（1647年）忠重の庇護者であった酒井忠勝が死去し、その家督は忠勝嫡男の酒井忠当が継承した。忠当は忠勝生前より反忠重の諸士に擁せられていたこともあり、忠重の藩政への影響力は低下した。慶安元年（1648年）には藩士毛利長兵衛が藩庁へ、忠重から脅迫を受けたがため高力一方一派の追い落としに参画していた旨を自白している。
承応元年（1652年）忠重は幕府老中の酒井忠勝・阿部忠秋に、自身にあるべき亡忠勝からの分与2万両が与えられていないと訴え出た。忠当は松平信綱と相談して問題が長引く事を忌み、忠重の要求通りの金子を与えた上で庄内藩酒井家から義絶することで同意に至った。

### 晩年
庄内藩を追われた忠重だったが、依然として幕府旗本（小姓）としての地位は保っていた。寛文2年（1662年）には時宗総本山清浄光寺に念仏堂を寄進している。
寛文5年（1665年）忠重は娘を旗本の依田照冬に嫁がせる約束をしていたがこれを翻意した。照冬と争論になった忠重は幕府の裁断を受けるがその咎めは日頃の態度にまで及び、ついに改易となった。浪人となった忠重は下総国葛飾郡市川に隠棲したが、翌寛文6年（1666年）夜盗に襲われて斬殺された。享年69。
嫡男忠広はすでに死去しており、次男忠豊は寛文9年（1669年）に赦免されたが、延宝4年（1676年）に早世。三男忠之が天和元年（1681年）が改めて出仕し、子孫は旗本として続いた。なお庄内藩の義絶は子孫にも継承されたようで、宝永3年（1706年）忠重の弟で生前忠重派にあった酒井勝吉の子・忠秀に嗣子が無かった際、継嗣として酒井忠之の次男、則ち忠重の孫である忠実が継承したが、この家も庄内藩から義絶の扱いを受けている。

## 登場作品
- 「長門守の陰謀」藤沢周平、立風書房、1987年（短編集『長門守の陰謀』収録）